# Memmert

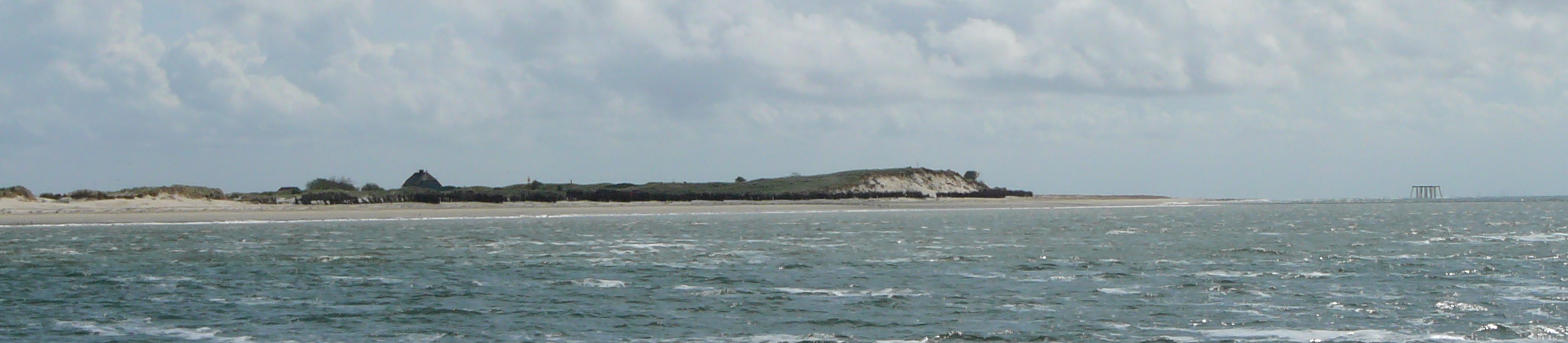
Vista de Memmert des del nord

Memmert és una illa situada al Mar del Nord pertanyent al districte d'Aurich al nord de l'estat federal de Baixa Saxònia (Alemanya), l'illa té una superfície de prop de 6,20 km². Se situa al sud de la gran illa de Juist i a l'est de Borkum a l'Osterems. L'únic habitant és el guarda.
Fins a l'inici del segle XX era una banc de sorra, «Memmertsand» que a poc a poc per la formació de dunes amb l'ajuda de l'home va esdevenir una illa permanent. Fins que l'administració prussiana va declarar l'illa reserva natural per ocells el 31 de juliol del 1907 era una terra de caça predilecte dels habitants de les illes veïnes. No és accessible excepte per unes poques visites amb guia després de la posta i l'incubació dels ocells.
La denominació Memmert que apareix de vegades en els mapes antics és «de Meem». És una especulació pròpia els habitants de les illes properes dir que el nom de l'illa prové prové del nom de Sant Mamertus, altres llegendes populars esmenten que el nom pot provenir d'un vaixell que va encallar a les platges i que va romandre allí durant molt temps.